# پاریس (آیووا)
پاریس (به انگلیسی: Paris) یک منطقهٔ مسکونی در ایالات متحده آمریکا است که در شهرستان لین، آیووا واقع شده‌است.